# Dicranoptycha strictoneura
Dicranoptycha strictoneura is een tweevleugelige uit de familie steltmuggen (Limoniidae). De soort komt voor in het Afrotropisch gebied.